# Lárnaca
Lárnaca (em grego: Λάρνακα; romaniz.: Lárnaca) é a principal cidade do distrito de Lárnaca, situada na costa sudeste da ilha de Chipre. É um importante centro turístico e porto comercial, sediando o maior aeroporto internacional de Chipre. Conhecida na Antiguidade como Cítio (em latim: Citium), foi a cidade de origem do filósofo estoico Zenão de Cítio, que se transferiu para Atenas após perder toda sua fortuna num naufrágio na costa da Ática. Em Atenas, Zenão estudou filosofia com Crates de Tebas e fundou a doutrina estoica. Outro natural de Cítio foi o médico Apolônio de Chipre.

## História
Címon, um importante general ateniense, morreu de doença (ou por causa de um ferimento) durante o cerco de Cítio. O túmulo de Címon ficava na Ática, mas, em Cítio, havia um túmulo que era venerado e honrado pelo povo local como um ser superior; o deus havia ordenado ao povo, em uma época de peste e fome, que o honrasse.

## Turismo
Lárnaca é um dos maiores recantos litorâneos do Chipre. Há inúmeras praias, totalizando cerca de 25 quilómetros de litoral. As praias Phinikoudes e McKenzie receberam o prêmio Blue Flag, que só é conferido a locais com limpeza e higiene exemplares.
Seus sítios arqueológicos, além de seis museus, estão localizados no centro da cidade. Esportes e atividades de verão ou marinhas também são opções. As lojas são bem providas e os cuidados médicos também são bons. Desde 2001, há um cinema com seis telas nos arredores de Lárnaca.

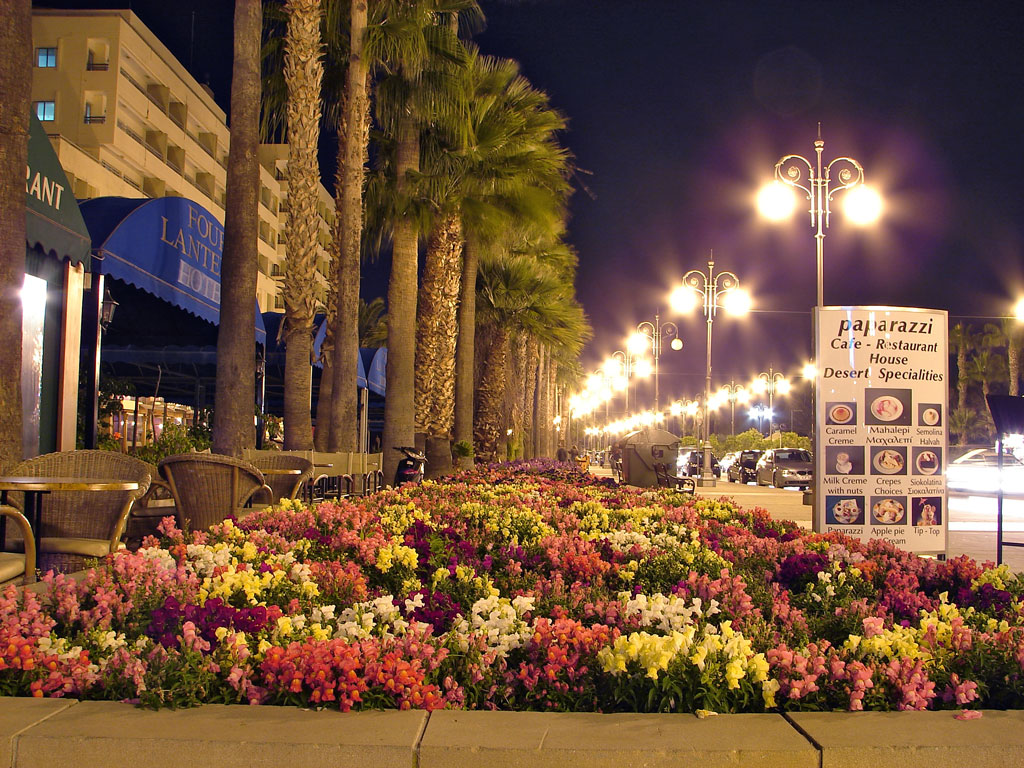
Avenida Foinikoude, à beira-mar, Lárnaca

Também é possível verificar uma larga variedade de restaurantes, tavernas, bares e cafeterias, servindo os mais variados gostos, desde os famosos bares irlandeses tradicionais até grandes nomes, como a rede McDonald's, que tem certas adaptações locais. A vida cultural cipriota é rica - assim como suas comidas típicas - e, quase diariamente, vários eventos são organizados na cidade.
Dentro do distrito de Lárnaca, há cerca de 9500 leitos em hotéis, cerca de 10% da capacidade total do país. Ao longo da Baía de Lárnaca, há luxuosos hotéis de praia, bem como hotéis com apartamentos e apartamentos para feriados ou fins de semana, sob uma alta variabilidade de preços. Os preços geralmente são menores para todos os outros locais da ilha.
Seu aeroporto internacional está localizado a apenas alguns quilômetros do centro, mas como a plataforma de pouso é próxima do mar, na cidade, os sons de partidas e pousos são quase inaudíveis.

## Cultura

### Arte
A cidade possui um teatro e uma galeria de arte, e é o lar do antigo Museu Pierids, fundado por Demetrios Pieridis. Também há duas escolas de arte: The Alexander College, especializado em design de temas, e o The Cyprus College of Art, que foca principalmente em manifestações artísticas mais sofisticadas.

### Música
Lárnaca orgulha-se em ter uma banda municipal formada por 60 músicos, em todos os tipos de instrumentos musicais. A Banda Municipal de Lárnaca oferece um grande repertório musical, envolvendo desde marchinhas a músicas em latim, e desde cantores gregos ao rock'n'roll. Além de se apresentar em paradas de feriados nacionais, a banda também faz apresentações constantes em festivais não só no Chipre, como também em outros países, onde representa a cultura de Lárnaca e, claro, a cipriota.

### Esportes
A cidade é a casa dos dois times futebol AEK Larnaca FC e ALKI Larnaca FC, que possuem, respectivamente dois brasileiros e dois portugueses, e cinco brasileiros e um português, em suas equipes. Ambos tem mando de campo no Gymnastic Club Zenon Stadium, ou apenas Zenon Stadium. Desde a ocupação turca no norte da ilha em 1974, os dois times do distrito de Famagusta, Anorthosis e Nea Salamina tem seus próprios estádios na cidade. "Antonis Papadopoulos" é o nome do estádio do Anorthosis, e o do Nea Salamina se chama "Ammochostos" (que significa Famagusta). Lárnaca sediou a final do Campeonato Europeu de Futebol Sub-19, em 1998, e a do Campeonato Europeu de Futebol Sub-17, em 1992.

## Personalidades
- Zenão de Cítio, filósofo estoico;[1]
- São Lázaro (mesmo não tendo nascido em Lárnaca, foi o primeiro bispo local entre os anos de 45 d.C. e 63 d.C., e foi lá onde morreu - pela segunda e definitiva vez);
- Ada Nicodemou, atriz;
- George Charalambous, ator;
- Abu Becre Paxá, Governador de Lárnaca e filantropo;
- Dimitris Lipertis (1866-1937), poeta nacional;
- Demetrios Pieridis (1811-1895), criador do Museu Pieridis;
- Anna Vissi, cantora grega-cipriota;
- Neoclis Kyriazis, médico e historiador;
- Mehmet Nazim Adil, líder da ordem Nakshbandi Sufi, nasceu em Lárnaca;
- Kyriacos A. Athanasiou, acadêmico e empresário cipriotamericano e ex-presidente da Sociedade de Engenharia Biomédica;
- Stass Paraskos, artista;
- Giorgos Theofanous, compositor,
- Garo Yepremian, jogou a NFL pelos Miami Dolphins em 1972, time que até hoje detém recordes da NFL.

## Cidades-Irmãs
Lárnaca é considerada cidade-irmã das seguintes municipalidades:
- Poti, in Geórgia (desde 1987)
- Haringey, Londres, Reino Unido (desde 1987)
- Glyfada, Grécia (desde 1988)
- Ajaccio, Córsega, França (desde 1989)
- Bratislava, Eslováquia (desde 1989)
- Larissa, Grécia (desde 1990)
- Novosibirsk, Rússia (desde 1993)
- Szeged, Hungria (desde 1993)
- Sarandë, Albânia (desde 1994)
- Pireu, Grécia (desde 1995)
- Leros, Grécia (desde 2000)
- Iliópolis, Grécia (desde 2000)
- Marrickville, New South Wales, Austrália (desde 2007)